# Sankt Nicolai Kirke (Kolding)
|  | Der findes andre kirker med dette navn, se Sankt Nikolaj Kirke. |
Sankt Nicolai Kirke er en kirke fra 1200-tallet, 100 m sydvest for Koldinghus i Kolding. Den er bygget af røde munkesten og er beliggende på Nicolaiplads 3. Kirken har flere gange fået gennemgribende ombygninger, og har haft sit nuværende udseende siden 1886.

## Historie
Fra omkring 1250 regner man med at Sankt Nikolai Kirkes er opført, fra kirken blev bygget har den været treskibet, med et bredt midterskib, og to smalle sideskibe, hvorved skibet bliver tredelt. Af den oprindelige kirke er der ikke meget bevaret. Sigvard Skov, tidligere inspektør ved Museet på Koldinghus, mente at der kunne have været en trækirke i Kolding før stenkirken blev bygget, men dette er dog uvist.
Koret har været mindre end nu, også kirkens højde til luftet er blevet hævet. Det er uvist om den søndre korsarm har været bygget til den oprindelige kirke, eller senere er tilføjet i Middelalderen som tårn og sakristi.  Det første billede af kirken der findes i Braunius og Hogenbergs Prospekt fra 1587.
I 1750'erne foretages der gennemgribende ombygninger og restaurering af kirken, den var blevet forfalden og der var fare for at hvælvingerne i luftet ville falde ned i hovedet på folk. Samtidigt med restaureringen fik kirken højere til loftet, for større vinduer og derved mere lys, det er beskrevet at kirken blev en af "Jyllands smukkeste senbarokke kirkerum".
Oprindelig var navnet Kolding Kirke, men da Kristkirken kom til i 1925, fik den gamle kirke navn efter sin skytshelgen. Sidst gang kirken er blevet ombygget er 1885-1886 efter tegninger af Laurits Albert Winstrup, hvor stilen er udført som nygotisk. Denne ombygning medførte et højere tårn og kobberklædt spir og alle vinduer blev spidsbuede. Kirkens hvidpudsede mure blev skalmuret med røde sten og koret blev erstattet med et nyt, som passede til skibet.
Lensmanden på Koldinghus Caspar Markdanners arbejde med forskellige kirker har sat et tydeligt præg på kirken; en sandstenstentavle fra 1591 på nordsiden af kirken og selve prædikestolen samt altertavlen.

### Tilbygninger

#### Korsarme
Den søndre korsarm er en middelalderlig tilbygning, tidligere kaldet "Sankt Anna Kapel". Der har i middelalderen formodentlig stået et Sankt Anna-alter her.
Den nordlige eller nordre korsarm er tilbygget i 1575 som et personligt kapel for Frederik 2.. Rummet fungerede også som andagtsrum for kongen og hans dronning Sophie. På den vestlige væg ses en sandstenstavle med de kongelige våbenskjold og indskrift på latin.
- Søndre korsarm udvendigt
- Søndre korsarm, blandt andet ses gravminder over Anchersen-slægten
- Nordre korsarm

#### Tårn
Kirkens tårn er ikke oprindeligt bygget på kirken, men formodentligt først i senmiddelalderen. Der er indgang til kirken nederst i tårnet, hvor man kommer ind i våbenhuset. I tårnet er der både tårnurværk og klokkespil, udover fire klokker.

#### Sakristi / kapel
Ved siden af kirkens kor er der til nord eller venstre et Sakristi og til syd eller højre et kapel. Kapellet til højre blev tegnet i 1933 af den lokale arkitekt Ernst Petersen fra Kolding. Sakristiet er fra sengotisk tid.

### Restaureringen 1885-1886
I 1870'erne forsøgte kirkeinspektionen, Kolding byråd, kirkesyn, biskop, provst og kultusministerium (nuværende kirkeministerium) at blive enighed om, en "forskjønnelse og restauration" af kirken, der gik dog yderligere nogle år før alle parter blev enige om hvordan og hvad der skulle bekostes. I 1876 var kommet et kritisk kirkesyn, og året efter gik arkitekt L.A. Winstrup i gang med en plan for arbejdet, Winstrups arbejde blev dog ikke bifaldet i første omgang.
Restaureringen gik første endeligt i gang i maj 1885, under ledelse af murermester I.A. Hansen blev de gamle kalkvægge udvendigt banket af og væggene skalmuret. Man sløjfede både mands- og kvindedør på syd- og nordsiden. Denne første etape af restaureringen blev ledet af arkitekt Winstrup. Winstrup blev dog syg, og overlod i stedet den anden etape af arbejdet til arkitekt Ahlmann. Under anden etape blev koret revet ned og i stedet nybygget så det passede med tagets højde, der kom seks store vinduer i med glasmalerier.
Det oprindelig tårn blev revet ned så det havde en højde 25 alen fra grundplanen, derefter blev det bygget op i 46 alens højde, forsynet med et ottekantet 30 alen spir af kobber, med en 9 alen lang fløjstang. Tårnets højde har siden været 53,3 meter.

## Interiør
Altertavlen er lavet i 1589 og blev året efter opsat i kirken, tavlen blev skænket af Caspar Markdaner.

### Prædikestol
Prædikestolen er fra højrenæssancen, oven på stolen er der en himmel, den blev i 1591 skænket til kirken af lensmand på Koldinghus, Caspar Markdanner, hans våben og navnetræk ses i felterne på stolen. Stolen har siden 1858 haft plads ved koråbningens nordside.
Prædikestolens indskrift lyder:
| Citat | QVASI TVBA EXALTA VOCEM TVAN ET INDICA POPVLO MEO DEFECTIONE IPSORVM, ET DOMVI IACOBI PECCATA IPSORVM. Es.58 MISERICORDIÅ VOLO ET NON SACRAIFICIVM. Math:12 PREDICA VERBVM, INSTA OPORTVNE IMPORTVNE. Tim.2 | Citat |
| Latin | |       |

| Citat | Opløft din røst som en basun og kundgiør mit folk deres overtrædelser, og Jakobs hus deres synder. Jeg haver villie til mistundhed,, og itte til offer. Prædike Ordet, hold ved i Tide og Utide | Citat |
| dansk | |       |

Himmelens frise indskrift lyder:
| Citat  | Caspar Marckdaner til Sjøgaard, som den tid var kong. Maie: Høffvitzmand paa Koldinghus, lod giøre denne predickstoel paa sin egen bekostning/ Kolding Kircke til ære [renoveret] | Citat |
| Kilde: | |       |

Kirkens døbefont er udført i 1619 af Claus Lauritzen fra Kolding. Fonten er rigt udsmykket med forskellige bibelske personer og symboler, på foden ses blandt andet Lukas og Markus.
- Altertavle
- Døbefont
- Døbefont

### Glasmalerierne
Glasmalerierne blev ødelagt ved en Schalburgtage, formentligt imod Kolding Rådhus, 19. marts 1945, men da man fejrede kirkens 700årsdag i 1950, blev Kræsten Iversens fem nye glasmalerier indviet. Ved 700årsdagen deltog blandt andet Frederik 9. og Dronning Ingrid.

### Orgel
Det første orgel som kendes til fik kirken i 1500'tallet. Ved de store restaureringer i 1750'erne, 1858 og 1921 fik kirken nye orgler. Det nuværende orgel er fra 1977, bygget af Marcussen & Søn.

### Mindetavler og gravstene
Kirken huser mange grave, mindetavler og gravsten, blandt andet en mindetavle opsat i 1865 til minde om de faldne i Slaget ved Kolding. Der er nedsat en del grave i kirkens gulv, de fleste er noget medtaget og indskrifterne kan derfor ikke læses.
I kirkens søndre korsarms endevæg hænger tre epitafier eller mindetavler over mandlige medlemmer af familien Anchersen; Ancher Anchersen (1644-1701), Mathias Anchersen (1682-1741) og Joachim Anchersen (1721-1785).
I korets nordside ses et epitafium fra 1595. Motivet er en engel som holder et timeglas og en nedadvendt fakkel, kendt som dødssymboler. Epitafiet er til minde om en 14 måneder gammel dreng, som var søn af Casper Markdanner, lensmand på Koldinghus.
I våbenhuset findes også et epitafium fra ca. 1650, på dette ses rådmand og købmand Peder Udsen, hans kone Dorthe Povelsdatter og deres elleve børn, hvoraf kun de fire er var i live da billedet blev malet.
På en søjle i midterskibet hænger et epitafium over Jens Søffrensøn, maleret i 1597 i anledningen af hans 50års fødselsdag. Søffrensøn havde først været rektor i Kolding, så kapellan og senere sognepræst og provst.
På en søjle i midterskibet hænger et epitafium over kornskriveren på Koldinghus Tyge Nielsøn (død 1607), hans kone Maren Pedersdatter (død 1594) og parrets børn. Epitafiet er malet inden Tyge Nielsøns død og fortæller familien som knæler ved Jesu kors.
I kirkens nordvestlige hjørne ligger et mindre kapel som rummer fem kister, i dem ligger familier efter kancelliråd Roed og borgmester Riis. Over kisterne hænger et epitafium.
I kirkens sydvestlige hjørne ligger endnu et mindre kapel som rummer en kiste, i den ligger Claus Löwencrones, som døde i 1676. Under gulvet ligger flere familiemedlemmer, deriblandt faren Poul Beenfeldt. Over kisterne hænger et epitafium med portrætmalerier.
- Gravsten i kirkegulvet, indskriften i de fleste sten er utydelig
- Gravsten i kirkegulvet
- Epitafium og kiste over Claus Löwencrones
- Epitafium over Ancher Anchersen, er ophængt i kirkens søndre korsarm
- Mindetavle ved Kirken for Slaget ved Kolding

### Tårnurværk og klokkespil
Tårnuret er et Bodet-tårnurværk som bruger sorte romertal på en hvid baggrund, leveret i årene 1975-77 af firmaet Jermin Larsen. Skiverne vender mod nord, syd og vest. Ligeledes er et tårnurværk fra 1874 også bevaret. Tårnets første urværk er nævnt i 1630'erne, det er dog sandsynligt ældre.
Kirkens ældste klokke er fra omkring 1350, benævnes som den 'Svenske klokke', formentlig fordi den er svensk krigsbytte fra Kalmarkrigen(1611-13). Derudover findes der en bevaret stormklokke fra 1613, bønklokke fra 1615, tolvklokke fra 1840 og en klokke som benævnes 1973, fordi den dette år er »Skænket af Saxildhus Velgørenhedsfond til minde om Jenny og Bertram Knudsen«. Udover de velbevarede klokker kendes der til flere tidligere klokker.
Tårnet har også et klokkespil med 48 klokker lavet i 1973 af firmaet Petit & Fritsen fra Holland. Kirken fik i 1943 skænket et klokkespil af konsul Christian Eff, dette står i dag på Dansk Klokkemuseum.

## Kirkegård
Der har i Kolding været flere ældre kirkegårde som nu er nedrevet, deriblandt en omkring Sankt Nicolai Kirke som blev nedlagt i 1825. Det er uvist hvor længe der har været begravet mennesker rundt om kirken, men formentligt fra langt tilbage. Efter nedlæggelsen blev kirkegården rundt om kirken lavet om til torv, der er i dag stadigt brosten og enkelte træer på pladsen. Der hviler dog en servitut på den nedlagte kirkegård om at den ikke må bebygges. Der blev dog ved udvidelsen af Kolding Rådhus i 1873 fundet en del skeletter, og det antages at gravearbejde i området skal foregå forsigtigt, da man stadigt kan risiker at finde koglerester på pladsen rundt om kirken.
I 1806 blev Kolding Gamle Kirkegård taget i brug, kirkegården der i dag ligger ved Tøndervej lå oprindeligt udenfor byens søndre port. Fra kirken benyttes oftest i dag både Kolding Gamle Kirkegård, Sønder Kirkegård færdigbygget i 1913 og Nordre Kirkegård færdigbygget i 1958.
Sankt Nicolai Kirke er en såkaldt vejkirke, hvilket betyder kirken er åben for offentligheden uden for de officielle kirkelige ritualer, kirkens åbningstider for offentlig adgang er alle hverdage mellem 10-16.